# Contaminação cruzada de alimentos
A contaminação cruzada em alimentos é a transferência acidental, direta ou indireta, aos alimentos, de contaminantes físicos, químicos ou biológicos prejudiciais à saúde humana, principalmente através de manipuladores, vetores, superfícies, utensílios, equipamentos ou outros alimentos , durante os processos de cultivo, produção, manipulação, processamento, preparação, tratamento, armazenamento, embalagem, transporte, conservação  ou serviço.
Para ser considerada contaminação cruzada, a transferência destes contaminantes deve ter um caráter acidental e não intencional. Quando há a adição intencional de contaminantes aos alimentos considera-se uma fraude ou sabotagem .
A presença de contaminantes que são próprios de determinados tipos de alimentos não são consideradas contaminações cruzadas. Como exemplo podemos citar a presença de espinha e tetrodotoxina no peixe baiacu, muito apreciado em algumas regiões. 

## Contaminação cruzada direta e indireta
A contaminação cruzada direta ocorre quando alimentos in natura e seus fluidos entram em contato direto com alimentos pré-preparados ou prontos para consumo, transferindo seus agentes contaminantes a estes . 
A contaminação cruzada indireta ocorre quando manipuladores, vetores, superfícies, utensílios e equipamentos transferem seus agentes contaminantes para alimentos pré-preparados ou prontos para consumo .

## Agentes contaminantes
Os agentes contaminantes são divididos em 3 tipos:
• Contaminantes físicos: são corpos estranhos visíveis a olho nu presentes nos alimentos . São considerados agentes físicos: fragmentos de vidros, fragmentos de metais, insetos, fios de cabelos, pelos e materiais de embalagens 
• Contaminantes químicos: são aqueles provenientes de substâncias químicas ou produtos de degradação do alimento, toxinas ou metabólitos tóxicos. As consequências para o consumidor dependem dos níveis da contaminação, podendo aparecer imediatamente após o consumo ou a longo prazo, através de efeito bioacumulativo . 
• Contaminantes biológicos: são caracterizados por micro-organismos como vírus, bactérias, fungos e parasitas . Estão presentes em diversos ambientes e superfícies, incluindo o próprio alimento e pele humana. Alguns micro-organismos multiplicam-se no próprio ambiente quando encontram fatores favoráveis como pH, calor, umidade, entre outros.  Já outros tipos de micro-organismos multiplicam-se apenas no interior de outros seres vivos, incluindo o homem. Nosso organismo é dotado de um sistema imunológico adaptado para combater micro-organismos patogênicos, porém, estes podem causar danos à saúde após multiplicarem-se atingindo uma quantidade mínima chamada de dose infectante . Fungos do tipo bolores e leveduras não causam problemas diretos para a saúde, mas trazem problemas de deterioração de alimentos. Bolores podem produzir micotoxinas, que são classificadas como contaminantes químicos de alimentos .

## Sistema de Gestão da Segurança de Alimentos
A contaminação cruzada em alimentos pode ser prevenida através da implantação de um sistema de gestão da segurança de alimentos, que possui diversos níveis de implantação objetivando a excelência. Tais níveis são representados na pirâmide da qualidade alimentar e possuem como elementos chave: Programa 5S, Boas Práticas de Fabricação (BPF), Procedimentos Operacionais Padrão (POP) e Análise de Perigos e Pontos Críticos de Controle (APPCC) .